# Ivana Orleanska
 Ovo je glavno značenje pojma Ivana Orleanska. Za film Luca Bessona iz 1999. pogledajte Ivana Orleanska (film).
Ivána Orleánska (fr. Jeanne d'Arc; Domrémy, 6. siječnja 1412. – Rouen, 30. svibnja 1431.), francuska junakinja i svetica rimokatoličke crkve.
Rođena je 6. siječnja 1412. u skromnoj seljačkoj obitelji u mjestu Domrémyju. Bila je jedno od petero djece (dva brata i tri sestre) seoskog zemljoposjednika Jacquesa i domaćice Isabelle (rođ. Romée) d'Arc.Kako je bila dijete siromašnih roditelja, nikada nije naučila čitati i pisati, a vrijeme je provodila u planini čuvajući stada i pjevušeći pjesme i nije se razlikovala od druge djece onog doba iz njezina staleža. Ono što ju je činilo ponešto drukčijom jeste da je svakodnevno išla u crkvu ispovijedati se, a oni koji su je poznavali svjedočili su kako je bila iznimno pobožna i dobroćudna. Kada joj je bilo 13 godina, doživjela je prva ukazanja, a prema njezinim riječima ukazivali su joj se sveti Mihovil te svete djevice i mučenice Katarina i Margareta, koje će joj objaviti kako je njezina zadaća osloboditi Francusku od Engleza i svečano okruniti kralja.
Nakon jednog ukazanja 1428. godine, prema kojem je trebala pomoći mjesnom vojnog zapovjedniku francuskih snaga Robertu de Baudricourtu, u jednoj bitci koja se vodila nekoliko kilometara od njezina sela, odjevena u skromnu pastirsku odjeću Ivana je utrčala u središte bitke spremna za borbu. Djevojčicu je opazio Robert de Baudricorut koji ju je potom izbavio iz bitke. No, situacija se za Francuze na bojnom polju nije kretala u najboljem pravcu. Naglo se pogoršala nakon 12. listopada 1429. kada su engleske snage stegnule obruč oko Orléansa. Poslije toga Ivana posjećuje Roberta de Baudricourta i tvrdi kako je nju Bog poslao da pomogne Francuzima da otjeraju Engleze i da se dofen (prijestolonasljednik) Karlo VII. okruni za francuskog kralja. U tom razgovoru uspijeva uvjeriti Baudricourta da joj ugovori prijem kod Karla VII.
Mlada i neuka Ivana Orleanska, na čelu samo nekoliko stotina Francuza, zauzela je 29. travnja 1429. grad Orléans i natjerala engleske osvajače u panični bijeg. Snažni oslobodilački zanos zahvatio je potom cijelu Francusku. Toj mladoj seljanki, rođenoj 1412., kojoj su "glasovi s neba" naredili da spasi Francusku od engleskih osvajača, povjerio je kralj Karlo VII. vodstvo jednog odreda. Oslobodila je Orléans od Engleza koji su ga opsjedali, pobijedila je Engleze kod Pataya, a zatim je povela kralja Karla VII na krunidbu u Reims. Kod Compiègnea je, međutim, pala u ruke pristalicama engleskoga kralja, koji su je skupo prodali Englezima. Crkveni sud ju osuđuje, po diktatu Engleza, na smrt kao krivovjerku i vješticu, jer se oblačila u mušku odjeću. Spaljena je živa na lomači 30. svibnja 1431. u Rouenu. Mrtva junakinja rehabilitirana je prigodom revizije procesa 1456., a Katolička crkva (papa Benedikt XV.) proglasila ju je 16. svibnja 1920. sveticom. Druga nedjelja u mjesecu svibnju, posvećena njezinoj uspomeni, slavi se u Francuskoj kao nacionalni praznik.
Spomendan joj je 30. svibnja.

## Vanjske poveznice
- Carl Julius Abegg: Ivana Orleanska, Đakovo 2006.  Arhivirana inačica izvorne stranice od 6. svibnja 2016. (Wayback Machine)
- International Jeanne d'Arc Centre. Biography and research
- St. Joan of Arc
- Short biography, IFrance.com  Arhivirana inačica izvorne stranice od 5. srpnja 2008. (Wayback Machine)
- Historical Association for Joan of Arc Studies
- Catholic Online
- Joan of Arc Archive